# Luciano Ábalos
Luciano Andrés Ábalos (n. Villa Ortiz, provincia de Buenos Aires, Argentina; 13 de marzo de 1978) es un exfutbolista y actual entrenador argentino. Actualmente dirige Colón, equipo de la Liga Chivilcoyana.
Como jugador era delantero y en el equipo donde estuvo más tiempo fue Chacarita Juniors, en dos etapas, desde 1998 al 2000 y entre 2002 y 2003. Se retiró a los 33 años en Florencio Varela de Chivilcoy.
Inició como entrenador en las inferiores de Colón de Chivilcoy, hasta llegar al equipo de Primera División en 2017, ganando la liga local y clasificando al Torneo Federal C 2018. Entre 2019 y 2020 dirigió a Gimnasia y Esgrima de Chivilcoy, en 2021 fue parte de una dupla técnica junto a Alberto Salvaggio en Independiente de Chivilcoy y en 2022 retornó a Colón.

## Carrera

### Como futbolista

#### Chacarita Juniors
Ábalos realizó las divisiones inferiores en Chacarita Juniors y debutó como profesional el 6 de marzo de 1999 en la derrota por 2-1 frente a Deportivo Español, por la fecha 19 de la Primera B Nacional. Convertiría su primer gol con la camiseta del Funebrero una semana después (el 13 de marzo), en lo que fue goleada por 4 a 1 sobre Nueva Chicago. Ese mismo año, ascendió a la máxima categoría del fútbol argentino, cuando Chacarita Juniors venció a Juventud Antoniana en la final del torneo reducido.
Su primer gol en la Primera División ocurrió el 19 de noviembre de 1999, cuando Chacarita Juniors empató 2-2 contra Vélez Sarsfield. Durante esta etapa en el club de zona norte, Ábalos jugó 44 partidos y convirtió 10 goles.

#### Atlético Tucumán
Tras unos años en Chacarita Juniors, Ábalos se convirtió en jugador de Atlético Tucumán, equipo de la Primera B Nacional. Convirtió por primera vez en el Decano el 27 de agosto del 2000 en la victoria por 0-2 sobre Almirante Brown de Arrecifes, donde el delantero bonaerense convirtió ambos tantos. Durante su etapa en el club del norte argentino, convirtió 7 goles en 28 partidos.

#### Quilmes
Su buen paso por Atlético Tucumán logró que Quilmes, otro equipo de la categoría, contratara los servicios del albertino. En el Cervecero jugó 16 partidos y no convirtió ningún gol.

#### The Strongest
Tendría su primer experiencia internacional en Bolivia, llegando a las filas de The Strongest. Allí jugó 12 encuentros y convirtió un tanto.

#### Regreso a Chacarita Juniors
Luego de dos años, Ábalos retornó a Chacarita Juniors. En su vuelta, apenas disputó 7 encuentros y no convirtió goles.

#### San Martín de San Juan
Ábalos siguió jugando en la segunda categoría del fútbol argentino, esta vez para jugar con la camiseta de San Martín de San Juan. Convirtió su primer gol con la camiseta del Santo sanjuanino el 23 de octubre de 2003, en la derrota por 2-3 ante Huracán. En esta etapa, jugó 29 partidos y marcó 8 goles.

#### Defensores de Belgrano
En el segundo semestre de 2004, el delantero se convirtió en nuevo refuerzo de Defensores de Belgrano, equipo que disputaba la Primera B Nacional. Su debut fue con gol, en la derrota como local por 3 a 2 frente a Racing de Córdoba por la primera fecha del torneo Apertura.

#### Coronel Bolognesi
Su segundo paso por el extranjero fue en Coronel Bolognesi de Perú. Allí, jugó 12 partidos y convirtió un gol.

#### Regreso a San Martín de San Juan
Ábalos volvió a San Martín de San Juan luego de dos años y en su segunda etapa en el conjunto cuyano jugó 36 encuentros y marcó 4 tantos.

#### Aldosivi
En 2006, Ábalos se convirtió en jugador de Aldosivi, reforzando al equipo marplatense para la temporada 2006-07 de la Primera B Nacional. Su primer gol con la camiseta del Tiburón llegó en la fecha 4 del torneo Apertura, en lo que sería derrota por goleada frente a Unión en Santa Fe, por 6 a 1. En su estadía en Aldosivi, convirtió 4 goles en 20 partidos.

#### El Linqueño
A principios de 2008, transcurriendo la mitad de la temporada 2007-08, Ábalos rescinde su contrato con Aldosivi y llega a El Linqueño, participante del Torneo Argentino B, cuarta categoría del fútbol argentino. Convirtió su primer gol con el León el 17 de febrero en la victoria 3-1 sobre Racing de Olavarría. En su periplo por el Argentino B con El Linqueño, Ábalos marcó 6 goles.

#### Deportivo Maipú
Su buen paso por El Linqueño logró que Deportivo Maipú, equipo del Torneo Argentino A, lo fiche. En el Botellero estuvo apenas 6 meses y disputó 6 partidos.

#### Regreso a El Linqueño
Regresó a El Linqueño en 2010, donde volvió a jugar el Torneo Argentino B. Esta vez, no convirtió ningún gol.

#### Retiro
A los 33 años, Ábalos finalizó su carrera deportiva en Florencio Varela, equipo de la Liga Chivilcoyana.

### Como entrenador

#### Colón de Chivilcoy
Luego de dirigir en las divisiones inferiores de Colón de Chivilcoy, Ábalos comenzó a dirigir en la Primera del club chivilcoyano. En su primer torneo, su equipo salió campeón del Torneo Apertura de la Liga Chivilcoyana en 2017. En 10 encuentros, Colón ganó ocho, empató uno y perdió el restante, con 35 goles a favor y 15 en contra.
En el Torneo Clausura, la suerte fue la misma para Colón. Se consagró campeón jugando 17 partidos, con 13 victorias, 2 empates y 2 derrotas; 38 goles a favor y 10 en contra.
El primer torneo a nivel nacional para Ábalos fue el Torneo Federal C 2018. Fue emparejado en la zona 4 de la región pampeana, subregión norte, con El Frontón de San Andrés de Giles y Trocha de Mercedes. Avanzó de fase como primero de grupo con tres triunfos y un empate, 11 goles a favor y 5 en contra. En la primera fase goleó a 21 de marzo de San Miguel por 6 a 1 en el global; finalmente fue eliminado en la segunda fase, perdiendo 2-1 en el global contra SATSAID de Luján. Ábalos continuó hasta su renuncia en la fecha 7 del Torneo Apertura de la Liga Chivilcoyana, con un total de 3 victorias, 2 empates y 2 derrotas, 20 goles a favor y 10 en contra.

#### Gimnasia y Esgrima de Chivilcoy
El entrenador comenzó un nuevo proyecto en Gimnasia y Esgrima de Chivilcoy. En su primer campeonato, el Torneo Apertura 2019, llegó hasta las semifinales, donde fue derrotado por Independiente de Chivilcoy por 6 a 1. En total, jugó 8 partidos; ganó dos, empató tres y perdió tres, con 9 goles a favor y 14 en contra.
En el Torneo Clausura, el equipo llegó hasta la final, perdiendo otra vez con Independiente, pero esta vez por 2 a 0. En total, Gimnasia y Esgrima disputó 16 partidos, ganó 9, empató 5 y perdió 2, con 28 goles a favor y 12 en contra.

#### Independiente de Chivilcoy
A principios de 2021, Ábalos se sumo como técnico en Independiente de Chivilcoy para hacer dupla técnica con Alberto Salvaggio, ex arquero de Villa Dálmine, Sarmiento de Junín y Los Andes, entre otros. El Rojo comenzó el Torneo Federal A con una derrota contra Sportivo Peñarol por 1-0. Finalmente, Independiente terminó sexto en su zona, clasificando al torneo reducido por un ascenso a la Primera Nacional, aunque fueron eliminados en la primera instancia a manos de Chaco For Ever, equipo que terminaría ascendiendo a la segunda categoría. En total, Independiente jugó 31 partidos; ganó 12, empató 12 y perdió 7, convirtió 31 goles y recibió 23.

#### Regreso a Colón de Chivilcoy
Ábalos retornó a la Liga Chivilcoyana para dirigir a Colón por segunda vez.

## Clubes

### Como jugador
| Club                   | País                | Año                 | PJ  | Goles | Prom. |
| ---------------------- | ------------------- | ------------------- | --- | ----- | ----- |
| Chacarita Juniors      | Argentina           | 1998 - 2000         | 44  | 10    | 0,22  |
| Atlético Tucumán       | Argentina           | 2000 - 2001         | 28  | 7     | 0,25  |
| Quilmes                | Argentina           | 2001                | 16  | 0     | 0,00  |
| The Strongest          | Bolivia             | 2002                | 12  | 1     | 0,08  |
| Chacarita Juniors      | Argentina           | 2002 - 2003         | 7   | 0     | 0,00  |
| San Martín (SJ)        | Argentina           | 2003 - 2004         | 29  | 8     | 0,27  |
| Defensores de Belgrano | Argentina           | 2004                | 12  | 4     | 0,33  |
| Coronel Bolognesi      | Perú                | 2005                | 12  | 1     | 0,08  |
| San Martín (SJ)        | Argentina           | 2005 - 2006         | 36  | 4     | 0,11  |
| Aldosivi               | Argentina           | 2006 - 2007         | 20  | 4     | 0,20  |
| El Linqueño            | Argentina           | 2008 / 2010         | 29  | 8     | 0,27  |
| Deportivo Maipú        | Argentina           | 2009                | 6   | 0     | 0,00  |
| Florencio Varela       | Argentina           | 2011                | ?   | ?     | ?     |
| Total en su carrera    | Total en su carrera | Total en su carrera | 251 | 47    | 0,18  |

### Como entrenador
| Club                   | País      | Año             |
| ---------------------- | --------- | --------------- |
| Colón (C)              | Argentina | 2017 - 2018     |
| Gimnasia y Esgrima (C) | Argentina | 2019 - 2020     |
| Independiente (C)      | Argentina | 2021            |
| Colón (C)              | Argentina | 2022 - Presente |

## Estadísticas

### Como entrenador
| Club                   | Temporada           | Liga | Liga | Liga | Liga | Copa nacional | Copa nacional | Copa nacional | Copa nacional | Copa continental | Copa continental | Copa continental | Copa continental | Otras copas | Otras copas | Otras copas | Otras copas | Total | Total | Total | Total | Total | Total | Total | % Efectividad |
| Club                   | Temporada           | PJ   | G    | E    | P    | PJ            | G             | E             | P             | PJ               | G                | E                | P                | PJ          | G           | E           | P           | PJ    | G     | E     | P     | GF    | GC    | DG    | % Efectividad |
| ---------------------- | ------------------- | ---- | ---- | ---- | ---- | ------------- | ------------- | ------------- | ------------- | ---------------- | ---------------- | ---------------- | ---------------- | ----------- | ----------- | ----------- | ----------- | ----- | ----- | ----- | ----- | ----- | ----- | ----- | ------------- |
| Colón (C)              | A-2017              | 10   | 8    | 1    | 1    | -             | -             | -             | -             | -                | -                | -                | -                | -           | -           | -           | -           | 10    | 8     | 1     | 1     | 35    | 15    | +20   | 83.33%        |
| Colón (C)              | C-2017              | 17   | 13   | 2    | 2    | -             | -             | -             | -             | -                | -                | -                | -                | -           | -           | -           | -           | 17    | 13    | 2     | 2     | 38    | 10    | +28   | 80.39%        |
| Colón (C)              | 2018                | 6    | 4    | 1    | 1    | -             | -             | -             | -             | -                | -                | -                | -                | -           | -           | -           | -           | 6     | 4     | 1     | 1     | 18    | 8     | +10   | 72.22%        |
| Colón (C)              | A-2018              | 7    | 3    | 2    | 2    | -             | -             | -             | -             | -                | -                | -                | -                | -           | -           | -           | -           | 7     | 3     | 2     | 2     | 20    | 10    | +10   | 52.38%        |
| Colón (C)              | A-2022              | 16   | 11   | 3    | 2    | -             | -             | -             | -             | -                | -                | -                | -                | -           | -           | -           | -           | 16    | 11    | 3     | 2     | 26    | 3     | +23   | 75%           |
| Colón (C)              | C-2022              | 6    | 6    | 0    | 0    | -             | -             | -             | -             | -                | -                | -                | -                | -           | -           | -           | -           | 6     | 6     | 0     | 0     | 18    | 5     | +13   | 100%          |
| Colón (C)              | 2022-23             | 8    | 4    | 3    | 1    | -             | -             | -             | -             | -                | -                | -                | -                | -           | -           | -           | -           | 8     | 4     | 3     | 1     | 16    | 7     | +9    | 62.5%         |
| Colón (C)              | A-2023              | 16   | 9    | 7    | 0    | -             | -             | -             | -             | -                | -                | -                | -                | -           | -           | -           | -           | 16    | 9     | 7     | 0     | 31    | 16    | +15   | 70.83%        |
| Colón (C)              | C-2023              | 9    | 6    | 2    | 1    | -             | -             | -             | -             | -                | -                | -                | -                | -           | -           | -           | -           | 9     | 6     | 2     | 1     | 17    | 7     | +10   | 74.07%        |
| Colón (C)              | 2023-24             | 14   | 8    | 5    | 1    | -             | -             | -             | -             | -                | -                | -                | -                | -           | -           | -           | -           | 14    | 8     | 5     | 1     | 30    | 10    | +20   | 69.05%        |
| Colón (C)              | Total               | 108  | 72   | 25   | 11   | -             | -             | -             | -             | -                | -                | -                | -                | -           | -           | -           | -           | 108   | 72    | 25    | 11    | 248   | 88    | +160  | 75.23%        |
| Gimnasia y Esgrima (C) | A-2019              | 8    | 2    | 3    | 3    | -             | -             | -             | -             | -                | -                | -                | -                | -           | -           | -           | -           | 8     | 2     | 3     | 3     | 9     | 14    | -5    | 37.5%         |
| Gimnasia y Esgrima (C) | C-2019              | 16   | 9    | 5    | 2    | -             | -             | -             | -             | -                | -                | -                | -                | -           | -           | -           | -           | 16    | 9     | 5     | 2     | 28    | 12    | +16   | 56.25%        |
| Gimnasia y Esgrima (C) | Total               | 24   | 11   | 8    | 5    | -             | -             | -             | -             | -                | -                | -                | -                | -           | -           | -           | -           | 24    | 11    | 8     | 5     | 37    | 26    | +11   | 56.94%        |
| Independiente (C)      | 2021                | 31   | 12   | 12   | 7    | -             | -             | -             | -             | -                | -                | -                | -                | -           | -           | -           | -           | 31    | 12    | 12    | 7     | 31    | 23    | +8    | 51.61%        |
| Independiente (C)      | Total               | 31   | 12   | 12   | 7    | -             | -             | -             | -             | -                | -                | -                | -                | -           | -           | -           | -           | 31    | 12    | 12    | 7     | 31    | 23    | +8    | 51.61%        |
| Total en su carrera    | Total en su carrera | 164  | 95   | 46   | 23   | -             | -             | -             | -             | -                | -                | -                | -                | -           | -           | -           | -           | 164   | 95    | 46    | 23    | 318   | 139   | +175  | 66.87%        |

Actualizado el 4 de febrero de 2024.